# ハンディカム

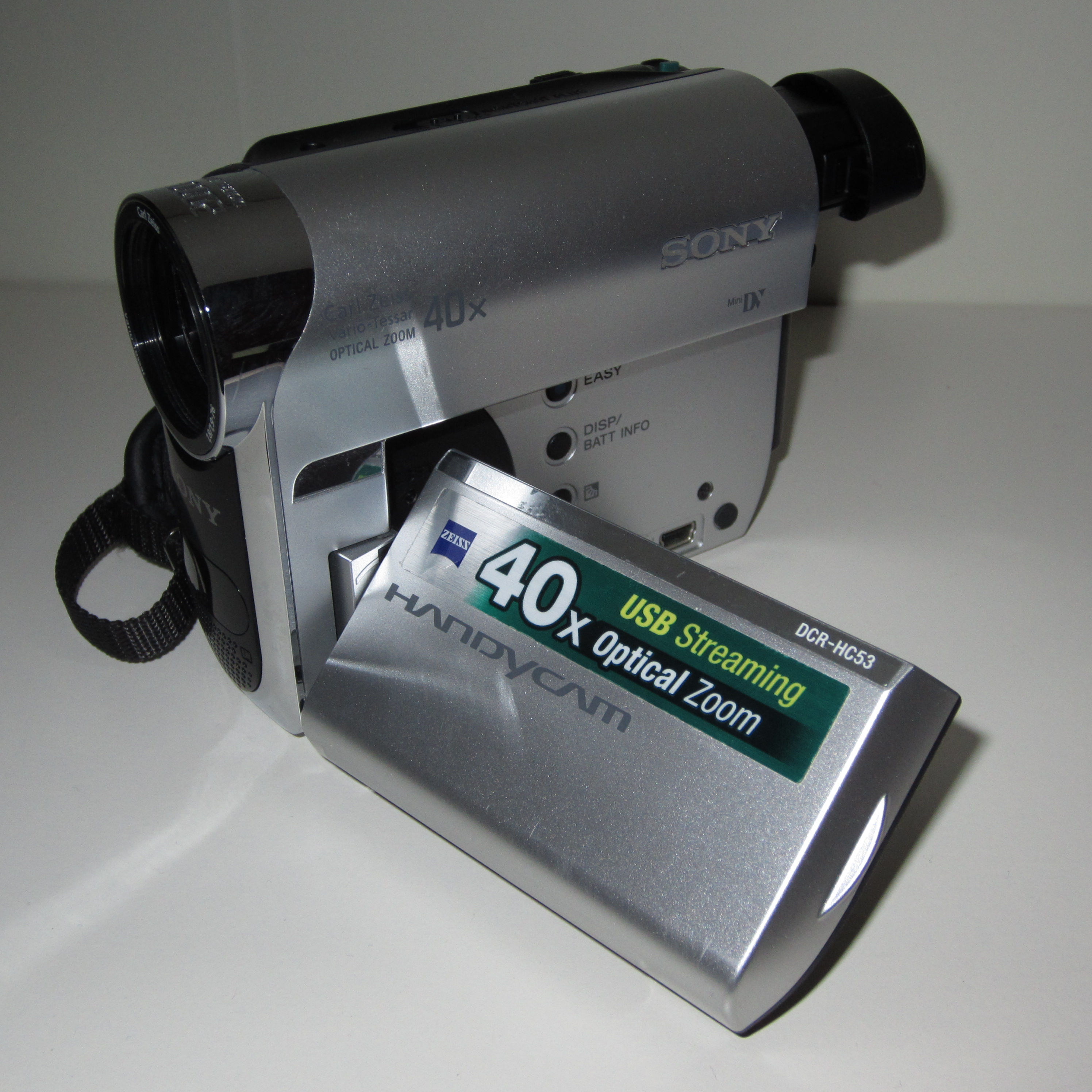
DCR-HC53

ハンディカム（Handycam）は、ソニーが製造・販売している民生用カムコーダ（レコーダー一体型ビデオカメラ）のブランドで、同社の登録商標。
撮影用メディアは8ミリビデオ方式に始まり、Hi8方式、DV方式、Digital8方式、MICROMV方式、DVD方式、内蔵HDD記録方式、メモリ方式など、メディア媒体を移り変わりながら発売している。映像フォーマット・コーデックはDV以降、MPEG-1/MPEG-2によるSD、ハイビジョン形式での記録に対応したHDV方式とAVCHD方式、4Kに対応したXAVC S方式の4種類がある。
他社がカムコーダのブランド名を入れ替える中、「ハンディカム（Handycam）」のブランド名は一貫して使い続けられている。ロゴは初期の丸い文字から2回の変更が行われている。なお、デジタルカメラは「デジタルマビカ」「サイバーショット」「α」という別系統で製品展開をしている。また、1999年12月にはMD DATA2媒体で記録する実験的なカムコーダー「MD DISCAM」が発売された。

## 歴史

### 録画専用機登場（1985年）
第1号機は1985年（昭和60年）に発売された8ミリビデオの録画専用機「CCD-M8」。撮像体に半導体素子のCCDを使用、自社開発の25万画素。再生機能を省き、レンズは単焦点、ファインダーも光学式にして小型化を実現した。重量は1.1kg。「片手でアクション」をうたい、ビデオカメラをコンパクトカメラ感覚で扱えるよう簡便化した。再生用に据え置き型8ミリビデオデッキも同時発売され、その愛称は「ウェルカム」だった。型番に付けられた「CCD-」の記号は固体撮像素子の一種であるCCDに由来している。初代ハンディカム以後、Hi8世代まで使用された。

### 再生機能付き登場（1987年）
再生機能とモノクロ電子ビューファインダー、2.6倍ズームレンズを備えたCCD-V30を発売。その後ズーム機能を6倍に発展させ、デジタルメモ機能を搭載したCCD-V50を発売。この機能が大当たりしほぼすべてのハンディカムに搭載された。

### パスポートサイズ登場（1989年）
1989年（平成元年）6月21日には「パスポートサイズ」（旧型パスポートでほぼ隠れるサイズ）として質量790gの「CCD-TR55」を約16万円で発売、人気女優である浅野温子を起用したCMも功を奏し大ヒット。当時熾烈な競争を繰り広げていたVHS-Cとシェアを逆転した。

### DV化と液晶大画面登場（1995年）
1995年（平成7年）には新フォーマットのDV方式が登場。またファインダーの代わりにカラー液晶画面を搭載し、1993年（平成5年）から小型化された現行のパスポートサイズに収まるボディサイズとなった「CCD-SC55」を、1997年（平成9年）10月21日にはMiniDVメディアを用いてパスポートサイズに収めた縦置きの「DCR-PC10」を発売した。2003年（平成15年）10月18日にはMICROMVメディアを用いた「DCR-IP1K」が発売、ブリックパック程度の大きさで民生用カムコーダーでは当時世界最小サイズとなった。
ビデオカメラへの液晶ディスプレイの搭載こそシャープの「液晶ビューカム」が先行しており、ソニーでも同様の形状のモデルがCCD-RV系としてリリースされていたが、1995年に従来のTR系と同じ形状を保ちつつ左側面に折りたためる液晶ディスプレイを搭載した「CCD-TRV20PK」が登場し、他社も含めて左側面に折りたたみディスプレイを装備するスタイルが主流となった。

### ネットワークハンディカム（2001年）
2001年（平成13年）9月発売のDV方式のDCR-PC120と10月発売のMICROMV方式のDCR-IP7から2年間程度の発売機種で展開。カムコーダ本体にCompact HTMLインターネットブラウザとBluetoothを搭載し、Bluetoothのモデム機能を使用してメモリースティックに保存した画像やMPEG1動画（3MBまで）を添付したメールの送受信やブラウジングが可能。操作はタッチパネルとカーソルキーで行い、文字はPOBoxのトグル打ちで入力する。ハンディカムのオプションとしてCFモデムアダプタBTA-NW1も発売された。

### ハイビジョン化（2004年）
初のハイビジョンハンディカムはHDR-FX1だが、片手で保持できるものの本体重量が2キロととても重いものだった。HDV方式で1080i記録。3CCD方式のハイビジョン機種は本機のみである。
その後は大型の高機能タイプと小型タイプで進むが、記録媒体がテープから小型メモリや本体HDD、SSDに移行していく。

### 4K登場（2013年）
4K方式の記録ができるハンディカムが登場。

初代ロゴ（1985年 - 1988年）
2代目ロゴ（1988年 - 2003年）
3代目ロゴ（2003年 - ）

## CM

### ハンディカム最初期 （1987年）
- 「片手でアクション、ハンディカム！」と銘打ち、一般の人にカンタンに撮れるビデオカメラとして実際に公園などで試してもらうCMを展開、ちなみに同時期に発売した8ミリビデオデッキは「予約ラクラク、ウェルカム」と展開していた。

### パスポートサイズハンディカム （1989年）
- 出演は浅野温子。放映は1989年（平成元年）7月から。空港で「パスポートプリーズ」「ディスイズパスポートサイズ！」と掛け合うCMで大ヒットした。
- 「CCD-TR55」が発表された同年5月31日から発売日の6月21日までの間に本体をパスポートで隠したティザー広告を流したところ、販売店に「パスポートサイズのビデオカメラ下さい」と訪れる客が多かったことから、その後キャッチコピーに採用した。
- 翌年以降は更に小型化した「めちゃ軽」、ステレオ録音対応の「ステレオ」ハンディカムを同様にパスポートで隠すCMを展開。
- 1991年にはHi8化した「ビューティフルパスポートサイズ」としてCM展開した。

### スタミナハンディカム（1996年～1999年）
- 出演は内藤剛志（父親）、斎藤洋介（その友人）。
- 父親が我が子を撮影し、「だって8時間だもん」「なんで12時間撮れちゃうの」などと歌う。
- ハンディカムの新モデルが発売される3月（入学式シーズン）と旧盆・運動会シーズンの9月前後に、それらシチュエーションでの撮影を交えた内容で放映された。

### その他
- 2000年代以降は春の新機種発売時のみの放映が慣例化している。
- 2005年発売のハイビジョンハンディカムHDR-HC1のTVCFでは、実際に当該機種で撮影した映像を使用した。

## 脚註

### 註釈
1. ↑  ソニーのウェブ・ページでは、CCD-TR55はトランジスタ・ラジオ第1号機のTR-55に因むとしているが、上竹瑞夫は自著で、型番を決めた商品企画者の「TRはトラベルを意識した。命名時にトランジスタラジオと同名なのは知らなかった」という談話を紹介している[1][2]。